# Pseudoplusia
Pseudoplusia là một chi bướm đêm thuộc họ Noctuidae. Các loài thuộc chi đã được chuyển sang chi Chrysodeixis.